# 上退干毛泽东路居
上退干毛泽东路居位于中国山西省临汾市永和县阁底乡东征村。

## 保护
1987年，红军东征路居公布为永和县文物保护单位。	
2021年8月4日，上退干毛泽东路居公布为第六批山西省文物保护单位，近现代重要史迹及代表性建筑类，年代为1936年，编号6-358。	